# Janice Behrendt

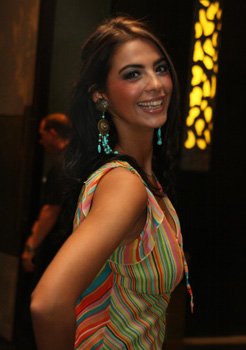
Janice Behrendt in Sanya (2007)

Janice Behrendt (* 23. September 1983 in Cottbus) ist eine deutsche Schönheitskönigin sowie Model. Hauptberuflich ist sie Geschäftsführerin bei der IHR BÜRO Business GmbH.

## Leben und Karriere
Entdeckt wurde die gelernte Kauffrau für Bürokommunikation 2004 bei einem Model-Casting in einem Autohaus und gewann im gleichen Jahr die Wahl zur Miss Brandenburg. Mit ihrem damaligen Freund – Inhaber einer Model-Agentur – zog sie anschließend nach Herford.
Im Januar 2006 verbrachte sie zwei Wochen im Big-Brother-Container. 2007 nahm Behrendt an einem Casting des MGO – Komitee Miss Deutschland teil und erreichte die Endrunde der letzten 14 Kandidatinnen. Am 29. September 2007 wurde sie im Dortmunder Casino Hohensyburg zur Miss Deutschland 2008 gekrönt. Drei Tage später wurden Aktbilder von Behrendt veröffentlicht, die bei Big-Brother entstanden waren und zur Disqualifikation hätten führen können. Allerdings war zunächst umstritten, ob die Fotos tatsächlich dem Nacktbegriff im Reglement des MGO entsprachen. Nach genauerer Untersuchung der Bilder durfte sie den Titel behalten: die erotischen Aufnahmen gelten nicht als Nacktfotos, da Behrendt auf den Bildern ihre Brüste mit den Händen verdeckt. Im Dezember 2007 nahm Behrendt als deutsche Kandidatin an der Wahl zur Miss World in China teil, wo sie Platz 16 von 106 Teilnehmerinnen erreichte.
Ab Juli 2012 war sie bei Lausitz TV Nachrichtensprecherin.